# الزرقاء (محافظة)
الزرقاء إحدى محافظات المملكة الأردنية الهاشمية الإثني عشر، تُعدّ ثالث أكبر محافظات الأردن من حيث عدد السكان بعد العاصمة وإربد. تقع في الجهة الشمالية الشرقية من العاصمة عمان، وتبعد عنها حوالي 20 كم. يحدها من الشمال محافظة المفرق ومن الشرق السعودية ومن الجنوب محافظة العاصمة ومن الغرب محافظتي البلقاء وجرش. تبلغ مساحتها حوالي 4761.3 كم2 أي ما نسبته 5.4% من مساحة الأردن وتشكل الأراضي الصحراوية الشرقية جزءًا كبيرًا من مساحتها.
وتتميز محافظة الزرقاء بتوسعها العمراني ونشاطها التجاري والصناعي والزراعي حيث تضم العديد من المنشآت الصناعية الهامة كمحطة الحسين الحرارية ومصفاة البترول الأردنية. وتحتوي على جامعتين الأولى حكومية هي الجامعة الهاشمية والأخرى خاصة هي جامعة الزرقاء، بالإضافة إلى محميتين طبيعيتين وهما محمية الأزرق ومحمية الشومري.
تتمتع المدينة بتعايش سكاني فريد من نوعه حيث تسيطر عليه الروابط والثقافة الدينية الإسلامية بالعموم وبعضًا من القومية العربية. كما يوجد في المدينة أقلية مسيحية تمارس حياتها الخاصة بكل حرية وتعايش سلمي مع المسلمين الذين يشكلون أكثر من 98% من أهالي المنطقة. وقد أنشأت المدينة أول مرة من قبل المهاجرون الشيشان.
من العوامل التي ساعدت على توسع مدينة الزرقاء التي ربما كانت من أسرع مدن العالم نموًا بالسكان هي الهجرات المتتالية المتدفقة عليها ابتداءً هجرة الشيشان لها عام 1902 وتأسيسهم للمدينة أيام السلطان عبد الحميد ومن ثم الهجرة الفلسطينية الأولى في العام 1948، ومرورا بالنزوح من الضفة الغربية في العام 1967، وانتهاء برجوع عشرات الآلاف من أبنائها ممن كانوا في الكويت إبان دخول القوات العراقية إليها عام 1990، ثم خروجها منها عام 1991، كما أن وجود معسكرات الجيش العربي الأردني التي أثرت في زيادة عدد السكان حيث هاجرت إليها عائلات الجنود بكثافة واستوطنت فيها، وليس هذا فحسب، بل بلغ التنوع السكاني بها إلى درجة كبيرة تتضح بوجود ما يسمى بدواوين العائلات والواحد منها -الديوان- هو أشبه برابطة أو جمعية يؤسسها من ينتمون إلى عائلة واحدة في مكان بعيد عن مسكنهم الأصلي لتقديم أنواع متعددة من الخدمات الاجتماعية والخيرية.
شهدت الزرقاء حركة ثقافية هائلة منذ سبعينات القرن العشرين، حيث تأسس فيها نادي أسرة القلم العريق الذي استطاع جذب أعداد كبيرة من المبدعين، واستطاعت هذه المدينة أن تخرج عددًا من الأدباء المتميزين الذين ولدوا أو عاشوا أو استقروا فيها، منهم على سبيل المثال لا الحصر: فخري قعوار، علي الكردي، أمجد ناصر، الدكتور سليم سلامة الروسان، حمودة زلوم، زياد عودة، سعادة أبو عراق، محمود أبو فروة الرجبي، د. ميسون حنا، جهاد الرجبي، فخري صالح، وغيرهم.

## التسمية
«الزرقاء» هي كلمة تعود إلى الأكاديين؛ والأكاديون هم عرب ساميون أصلهم من شمال الجزيرة العربية، هاجروا إلى بلاد الرافدين وأسسوا دولة فيها، وعندما أرادوا التوسع، قاموا باجتياح بلاد الشام حتى وصلوا إلى وادي النيل. وتتكون كلمة الزرقاء في اللغة الأكادية من مقطعين هما:
- (زار) وتعني مياه.
- (كي) وتعني منطقة.

وقد أطلقوها على النهر الكبير الذي كان يطلق عليه اسم النهر العظيم أو نهر التماسيح، فأخذت الزرقاء هذا الاسم من كلمتي (زار- كي) من اللغة الأكادية، والتي تعني منطقة مياه، ثم دخلت الكلمة في تحويرات لفظية وكتابية من خلال تعرض منطقتنا إلى هجرات الأمم والشعوب كالأكاديين، الأشوريين، الفرس، اليونانيين، الرومان، العرب والمسلمين. فتحولت الكلمة من زار كي إلى زارقي ثم إلى زارقا وأخيرا إلى الزرقاء.

## الجغرافيا

### الموقع والمساحة
تقع محافظة الزرقاء في الجهة الشمالية الشرقية من العاصمة عمان، وتبعد عنها حوالي 20 كم. يحدها من الشمال محافظة المفرق ومن الشرق السعودية ومن الجنوب محافظة العاصمة ومن الغرب محافظتي البلقاء وجرش، وبذلك تحتل الزرقاء موقعاً متوسطاً بين محافظات الأردن وتربطها  بالعاصمة عمان وباقي المحافظات والدول العربية المجاورة شبكة طرق دولية ورئيسية ممتازة تسهم في تسهيل حركة التبادل التجاري مع الدول وخاصة من المنطقة الحرة. وتبلغ مساحة المحافظة حوالي 4080 كم2 أي ما نسبته 4.6% من مساحة الأردن، وتشكل الأراضي الصحراوية الشرقية جزءاً كبيراً من مساحتها.

### المدن والمناطق
| - المنطقة الحرة. - حي الزواهرة. - حي ابن سينا. - حي الأميرة هيا. - حي الأمير محمد. | - مدينة الشرق. - الزرقاء الجديدة. - ياجوز. - حي جبر. - حي معصوم. | - حي رمزي. - حي الحسين. - مدينة المجد. - حي الجندي. - حي الفلاح. | - حي الجنينة. - حي الأمير عبد الله. - حي الأمير علي. - جبل الأمير حسن. - حي الأمير حمزة. | - حي الأميرة رحمة. - حي جناعة. - إسكان الأمير هاشم تطوير النقب. - الفاخورة. - حي العراتفة. | - الشمالي. - حي النزهة. - جبل طارق الحلايبة. - حي المصفاة. | - حي الزواهرة |

## السكان
يبلغ عدد سكان المحافظة حسب تعداد 2015 1,364,878 نسمة. بكثافة 199.9 نسمة/كم2. وبلغ عدد سكان محافظة الزرقاء وفقًا لتقرير دائرة الإحصاءات العامة لعام 2020 حوالي 1,545,100 يشكلون ما نسبته 14.3% من المجموع الكلي لسكان الأردن. بلغ عدد الذكور 817,000 والإناث 728,100 إناث وعدد الأسر 316956 أسرة.
| أعداد السكان في محافظة الزرقاء بحسب اللواء | أعداد السكان في محافظة الزرقاء بحسب اللواء | أعداد السكان في محافظة الزرقاء بحسب اللواء | أعداد السكان في محافظة الزرقاء بحسب اللواء |
| اللواء                                     | المجموع                                    | ذكور                                       | إناث                                       |
| ------------------------------------------ | ------------------------------------------ | ------------------------------------------ | ------------------------------------------ |
| لواء قصبة الزرقاء                          | 58,860                                     | 30,720                                     | 28,140                                     |
| لواء الرصيفة                               | 545,530                                    | 291,980                                    | 253,550                                    |
| لواء الهاشمية                              | 91,370                                     | 47,600                                     | 43,770                                     |

## نهر الزرقاء
يبدأ من عمان ويتجه إلى منطقة الرصيفة ثم منطقة عوجان حتى يصل إلى يمين قصر شبيب ويستمر إلى أن يصل منطقة السخنة ويتابع سيره إلى منطقة جرش ويخرج منها ليتابع مسيره باتجاه نهر الأردن فيصب فيه. أما طوله فيبلغ 70 كم وعرضه من 7 إلى 10 أمتار، وقد أطلق عليه عدة تسميات؛ ففي أيام تجارة قريش مع الشام أطلقوا عليه منطقة أسود الزرقاء أما الصليبيون فأطلقوا عليه نهر التماسيح وكذلك أطلق عليه الرومان نهر التمساح أما الفرس فقد أطلقوا عليه «سيل التماسيح» ولكن أهالي الزرقاء أطلقوا عليه «المسبعة» لكثرة السباع التي كانت تعيش فيه وحتى منتصف القرن التاسع عشر، ولكن النهر لم يعد في الزمن الحالي نهرا وأصبح سيل ماء يشتد في الشتاء ويجف في الصيف ويعتبر حالياً شديد التلوث ويسمى الآن (سيل الزرقاء).

## التقسيمات الإدارية

### الألوية[8]
1.لواء قصبة الزرقاء ومركزه مدينة الزرقاء ويشمل المدن والقرى التالية:
| - قصبة الزرقاء. | - جريبا. | - نصار. | - الطافح. | - الركبان. |

2.لواء الرصيفة ومركزه الرصيفة ويشمل المدن والقرى التالية:
- الرصيفة.
- أبو صياح.

3.لواء الهاشمية ومركزه الهاشمية ويشمل المدن والقرى التالية:
| - الهاشمية. - السخنة. - قرى بني هاشم (أبو الزيغان، دوقره، عين النمرة) - غريسة. | - أم صليح. - القنيه. - ضبعان. - طواحين العدوان. | - السمراء. - الحصب. - حي المصفاة. - الرحيل. |

### الأقضية
1.قضاء الضليل ومركزه الضليل ويشمل القرى التالية:
| - قصر الحلابات الشرقي. - قصر الحلابات الغربي. | - الدهيثم. - سايح الذيب. | - الضليل. - الناصرية (المشاقبة). |

2.قضاء بيرين ومركزه بيرين ويشمل القرى التالية:
| - بيرين. - أم رمانه. - الكمشة. - العالوك. - صروت. | - مرحب. - الميدان. - الزهراء. - رجم الشوك. - الناصرية. | - المكمان. - المسرة الشرقية. - المسرة الغربية. - الماخذات. - الخلة. | - مقام عيسى. - عين صابر. - البيرة. - الرياض. - السحارة. |

3.قضاء الأزرق ومركزه مثلث (الأزرق الشمالي والجنوبي) ويشمل المدن والقرى التالية:
| - الأزرق الشمالي. - الأزرق الجنوبي. - العْمري. - عين البيضا. | - المزارع. - أم المسايل. - الدغلية. - إسكان القاعدة. |

### بلديات محافظة الزرقاء
1. بلدية الزرقاء الكبرى.
2. بلدية الهاشمية الجديدة.
3. بلدية بيرين الجديدة.
4. بلدية الرصيفة.
5. بلدية الضليل.
6. بلدية الحلابات.
7. بلدية الأزرق.

## مخيمات اللاجئين
- مخيم الزرقاء: للاجئين الفلسطينيين.
- مخيم حطين: للاجئين الفلسطينيين.
- مخيم السخنة: للاجئين الفلسطينيين.
- مخيم مريجب الفهود: للاجئين السوريين.
- مخيم الأزرق: للاجئين السوريين

## التعليم العالي
تحتوي محافظ الزرقاء على جامعتين الأولى خاصة هي جامعة الزرقاء الخاصة والثانية حكومية وهي الجامعة الهاشمية.
جامعة الزرقاء الخاصة
تأسست جامعة الزرقاء عام 1994 وتبعد 6 كيلومتر عن مدينة الزرقاء مركز المحافظة، وهي أول جامعة خاصة في المحافظة، بدأت الجامعة مسيرتها العلمية بست كليات ضمت 150 طالباً وطالبة موزعين على عشرين تخصصاً، وقد تطورت هذه الأعداد لتصل خلال العام الجامعي 2019/2020 إلى حوالي 6000 طالبٍ وطالبة، كما تضم الجامعة كلية للدراسات العليا تشرف على أحد عشر برنامج للماجستير. حصلت جامعة الزرقاء عام 2009 على شهادة (الأيزو) من بين الجامعات الرسمية والخاصة، وأيضاً على شهادة التاج الدولي للجودة (التصنيف الذهبي) عام 2015 من بريطانيا، وحصلت كلية الصيدلة عام 2018 على شهادة الجودة المستوى الفضي من هيئة اعتماد مؤسسات التعليم العالي الأردني، كما حصلت كلية التمريض عام 2018 على شهادة الجودة المستوى البرونزي من هيئة اعتماد مؤسسات التعليم العالي الأردني.

### الجامعة الهاشمية
بدأ التدريس في الجامعة في 16 سبتمبر عام 1995، وتبلغ مساحتها 8519 دونم. تضم الجامعة مبنيان للقاعات الصفية يتسعان لـ 6500 طالب، ومُجَمع تعليمي يضم كليتي الملكة رانيا للطفولة والملكة رانيا للسياحة والتراث، ومبنى كلية العلوم الصيدلانية ومختبر التشريح الرقمي التفاعلي في كلية الطب ومبنى الدفاع المدني. كما تَضُمُ الجامعة 19 كليةً وعمادةً، وتُقدم في مرحلة البكالوريوس 52 تخصصًا، و 28 تخصصًا في مرحلة الدراسات العليا: الدكتوراه والماجستير، والدبلوم العالي بالإضافة إلى الدبلوم المهني. ويبلغ عدد طلابها حوالي 25 ألفًا.

### كلية الزرقاء الجامعية
هي كلية تابعة لجامعة البلقاء التطبيقية. تقع في مدينة الزرقاء تم تأسيسها عام 1978 وتقوم بتدريس العلوم الحياتية والتحاليل الطبية وعلم الأحياء الدقيقة والتغذية بشكل رئيس وبدرجة البكالوريوس.

## المعالم والآثار
| المعلم         | الوصف | صورة |
| -------------- | --- | ---- |
| قلعة الأزرق    | تقع في بلدة الأزرق الشمالي وتتميز بوفرة المياه وجمال الطبيعة. كانت القلعة في الأصل بناءاً رومانياً أُعيد بنائه في الفترة الأيوبية المملوكية حيث يظهر ذلك من النقش الذي يقع في مدخل القلعة، وفي مطلع هذا القرن أُعيد استعمالها كمركز لقوات الثورة العربية بقيادة الأمير فيصل بن الحسين. وتضم منطقة الأزرق مواقع كثيرة ترجع في تاريخها إلى عصور ما قبل التاريخ مثـل موقع عين الأسد الذي يرجع بتاريخه إلى العصور الحجرية. |      |
| قصر شبيب       | وهو بناء مربع الشكل وله مدخل يقع في وسط الجانب الجنوبي منه، ويوجد خارج القلعة ثلاثة خزانات، اثنان على الجانب الشرقي وآخر يبعد مسافة 3.5 متر عن المدخل في الجانب الجنوبي. وقد زاره عدد من الرحالة الأجانب. يعتقد أنه بني في الفترة العثمانية أو في الفترة الأيوبية المملوكية وهناك من أرخه إلى ما قبل الفترة الإسلامية.                                                                                             |      |
| قصر عمرة       | يقع في البادية الشرقية على بعد 22 كم من مدينة الأزرق وعن عمان حوالي 70 كم على مقربة من مجرى مائي كبير يعرف باسم وادي البطم حيث تنبت فيه الكثير من أشجار البطم العملاقة. بني القصر خلال الفترة (705-715م) في عهد الخليفة الأموي الوليد بن عبد الملك. |      |
| قصر الحلابات   | يقـــع على بعد 25 كم شمال شرق مدينة الزرقاء، ويعتقد أنه يعود للفترة النبطية وأنه كان يمثل في تلك الفترة محطة تجارية. وفي العصر الروماني استعمل كحصن دفاعي لحماية الطريق التجاري الذي يربط بين بصرى الشام شمالاً مع العقبة جنوباً، حيث عثر على نقش لاتيني يشير إلى بناء حصن جديد ومؤرخ إلى سنة 212-213 م في زمن الإمبراطور كراكلا.                                                                                    |      |
| قصر حمام الصرح | بناء أموي أُقيم في منطقة سهلية، يتكون من مجموعة من الأبنية تشمل حماماً بقبةٍ مخططةٍ مع ملحقاته كغرف تغيير الملابس، ومسجد صغير، وقاعة استقبال، ويرجع بناء القصر إلى أوائل القرن الثامن الميلادي بحدود سنة 725م. |      |
| قصر عين السل   | ويعرف أيضا بقصر الباشا يقع على بعد 2 كم شمال الأزرق الشمالي ويعود للعهد الأموي ويتكون من بناء مؤلف من ساحة مركزية تحيط بها الغرف من جميع الجهات وعثر في القصر على بقايا معصرتي زيتون وفرنان مما يوحي بأن استخدام القصر ربما كان لأغراض زراعية أو كسكن يتبع لممتلكات زراعية خاصة. | —    |

## الرياضة
- مدينة الأمير محمد.
- الملعب البلدي.
- الحديقة الحضرية الملكية.
- نادي الضباط.